# Elisabeth Steinz
Elisabeth Steinz (1980) is een Nederlandse journalist, radiomaker en schrijver. Ze presenteert de podcast 'De Dag' van het NOS Radio 1 Journaal.

## Carrière
Steinz studeerde Nederlands en Journalistiek aan de Universiteit van Amsterdam. 
Ze werkte zeven jaar bij de radioafdeling van persbureau Novum Nieuws. Nadien was ze twee jaar werkzaam bij BNR Nieuwsradio, waar ze de ene week 's morgens de vaste nieuwslezer was en de andere week (eind)redacteur van het actualiteitenprogramma in de ochtend. 
Van 18 september 2017 tot 28 februari 2020 was zij sidekick van het NOS Radio 1 Journaal als co-presentator naast Jurgen van den Berg. Ze presenteert een paar dagen per week de dagelijkse podcast De Dag en wekelijks, op zaterdag, het radioprogramma Met het Oog op Morgen.

## Trivia
- Steinz is de halfzus van journalist Pieter Steinz (1963-2016).